# Kudurru

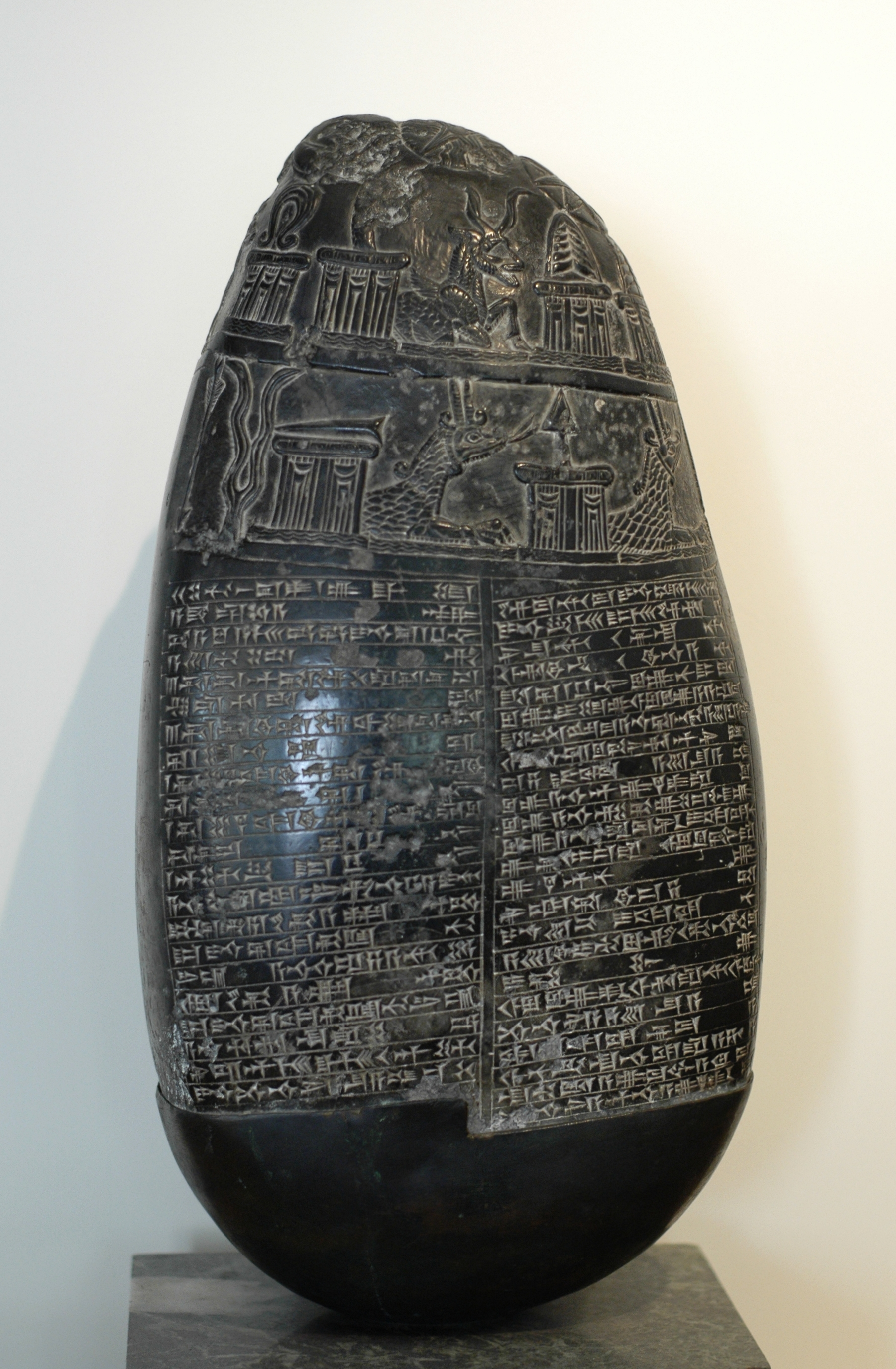
Kudurru babilonese di tarda età cassita ritrovato vicino a Baghdad dal botanico francese André Michaux (Cabinet des Médailles, Parigi) e perciò detto "Sasso di Michaux"

Il kudurru era una stele utilizzata come pietra di confine e come registro delle concessioni di terra ai vassalli dei Cassiti nell'antica Babilonia tra il XVI e il XII secolo a.C.. La parola in lingua accadica significa "frontiera" o "confine" (cf. ebraico גדר "gader", recinto, limite; arabo جدر "jadr", جدار "jidar" 'muro'; pl. جدور "judur"). I kudurru sono le sole opere d'arte rimaste del periodo di dominazione dei Cassiti in Babilonia, con esempi esposti al Louvre e al Museo Nazionale Iracheno.
I kudurru registravano le concessioni di terra dal re ai vassalli come memoria della sua decisione. L'originale veniva conservato in un tempio mentre la persona a cui era concessa la terra riceveva una copia di argilla da usare come pietra di confine per confermarne la proprietà legale.
I kudurru potevano contenere immagini simboliche di divinità che proteggevano il contraente e il contratto, maledicendo la persona che avesse rotto il contratto. Alcune di queste opere avevano anche un'immagine del re che concedeva la terra. Quando contenevano molte immagini, i kudurru venivano incisi su grandi lastre di pietra.